# Pterolophia laosensis
Pterolophia laosensis är en skalbaggsart som beskrevs av Maurice Pic 1926. Pterolophia laosensis ingår i släktet Pterolophia och familjen långhorningar.
Artens utbredningsområde är Laos. Inga underarter finns listade i Catalogue of Life.